# روبرت ك. هان
روبرت ك. هان (بالإنجليزية: Robert Hahn)‏ هو سياسي أمريكي، ولد في 25 مارس 1921 في الولايات المتحدة، وتوفي في 1996. حزبياً، نشط في الحزب الجمهوري. وقد انتخب عضو مجلس نواب ماساتشوستس.